# ناتالي تونغ
ناتالي تونغ سزي (من مواليد 3 مايو 1981) ممثلة وعارضة أزياء من هونغ كونغ، اكتسبت شعبية بعد ظهورها في دور رئيسي في الدراما الرومانسية، اليوم السابع (2008) ، إلى جانب بوسكو وونج. اكتسبت مزيدًا من الاهتمام بعد أدائها المتميز في الدراما الحميمية، فيلم Fistful of Stances (2010)، وحصلت على جائزة أفضل فنانة محسنة وأفضل 5 مرشحات لأفضل ممثلة مساعدة في حفل توزيع جوائز جائزة تي في بي السنوية (2010). حصلت على إشادة من النقاد لأدائها في سيدتي الجائرة، وفازت بجائزة الممثلة الأولى الرائدة، جائزة تي في بي السنوية لأفضل ممثلة عام 2017.

## روابط خارجية
- ناتالي تونغ على موقع IMDb (الإنجليزية)
- ناتالي تونغ على موقع قاعدة بيانات الفيلم (الإنجليزية)